# Trojany (Mazovjecko vojvodstvo)
Trojany je mjesto u Mazovjeckom vojvodstvu (povjat wołomiński), u središnjoj Poljskoj. Blizu mjesta je grad Wołomin.
Naselje je sada ima 490 stanovnika.